# Ogma crenulatum
Ogma crenulatum är en rundmaskart som beskrevs av Wouts, Yeates och Loof 1999. Ogma crenulatum ingår i släktet Ogma och familjen Criconematidae. Inga underarter finns listade i Catalogue of Life.